# Silaš
Silaš (serbe : Силаш) est un village situé dans le comitat de Osijek-Baranja, en Croatie. Le village est habité par des Serbes et comptait 608 habitants au recensement de 2001.